# Konkatenation (Listen)
Die Konkatenation ist eine Operation auf listenartigen Datenstrukturen. Eine Liste besteht aus einer Folge von Objekten in einer definierten Reihenfolge. Eine Konkatenation besteht darin, zwei Listen zu einer einzigen Liste zusammenzufügen, ohne die Reihenfolge der Elemente zu verändern. Der erste Teil der neu zusammengefügten Liste wird von der ersten Argumentliste gebildet, der zweite Teil von der zweiten Argumentliste.

## Beispiel
Eine Liste {\displaystyle L} bestehe aus den Objekten {\displaystyle l_{1},l_{2},\dotsc ,l_{i}}. Eine Liste
{\displaystyle M} bestehe aus den Elementen {\displaystyle m_{1},m_{2},\dotsc ,m_{j}}.
Durch eine Konkatenation werden diese beiden Listen zu einer einzigen Liste {\displaystyle L\circ M=l_{1},l_{2},\dotsc ,l_{i},m_{1},m_{2},\dotsc ,m_{j}} zusammengefügt. Die Reihenfolge der Objekte innerhalb der Teillisten wurde dabei nicht verändert.

## Graphische Darstellung

Ein Objekt

Liste L

Liste M

Die Bilder zeigen, wie ein Objekt, die Liste L und die Liste M graphisch dargestellt werden.

## Hinweis
Es ist wichtig, bei der Konkatenation zu beachten, dass man die Zeiger sinnvoll verbiegt (s. Pseudocode), damit man bis zum Schluss noch Zugriff auf beide Einzellisten hat. Sonst könnte es passieren, dass man die Konkatenation nicht richtig durchführt und keinen Zugriff mehr erhält, weil einzelne Zeiger schon überschrieben worden sind.

## Pseudocode
```
Zeile 1. M  → next → prev = L → prev
Zeile 2. M  → prev → next = L
Zeile 3. L  → prev → next = M → next
Zeile 4. L  → prev        = M → prev
```

```
Zur Sicherheit den Dummy der Liste M freigeben.
Zeile 5. M → next = NIL
Zeile 6. M → prev = NIL
Zeile 7. M = NIL
```

Wobei man NIL (Not in List) mit der Zuweisung von NULL vergleichen kann.

### Kommentare zum Pseudocode
Zeile 1: Vorgänger von {\displaystyle m_{1}} ist das letzte Objekt aus der Liste L.
Zeile 2: Nachfolger vom letzten Objekt der Liste M ist der Dummy von Liste L.
Zeile 3: Nachfolger vom letzten Objekt der Liste L ist das erste von Liste M.
Zeile 4: Vorgänger des Dummys der Gesamtliste ist {\displaystyle m_{j}}
Zeile 5: Dummy von M, und M selbst freigeben.

Liste nach der Konkatenation

## Zeichenketten als Spezialfall
Ein häufiger Spezialfall ist die Konkatenation (Verkettung) von Zeichenketten. In diesem Fall bestehen die Listen aus einzelnen Zeichen und werden zu einer einzigen Zeichenkette zusammengefügt. Die beiden Zeichenketten „Wiki“ und „pedia“ lassen sich etwa mittels Konkatenation zur Zeichenkette „Wikipedia“ zusammenfügen.